# المسابير الجزيئية
المسابير الجزيئية كانت شركة تكنولوجية حيوية تقع في يوجين، أوريغون متخصصة في التفلور ( الومضان ). تأسست الشركة في عام 1975 من قبل ريتشارد و روزاريا هوغلاند في مطبخهم في ولاية مينيسوتا، ثم انتقلت لفترة وجيزة إلى ولاية تكساس، وأخيرا إلى أوريغون في بداية 1980.
في عام 1989، انتقلت المسابير الجزيئية من جنكشن سيتي إلى الموقع الحالي في يوجين. بينما طورت هوغلاند في ولاية تكساس صبغة تكساس الحمراء، وهي مشتقة من الرودامين. كانت الأصباغ الأخرى لها أسماء تعكس موروثهم الأوريغوني، بما في ذلك أصباغ أخضر أوريغون وأزرق كاسكيد، في حين أخذت أصباغ أزرق مارينا وفلور أليكسا أسمائها من أطفال هوغلاند، مارينا وأليكس.
قامت شركة إنفتروجين بشراء شركة المسابير الجزيئية في عام 2003 بمبلغ 325 مليون دولاراً نقداً تقريباً. ثم أصبحت جزءاً من شركة لايف تكنولوجيز، بعد إندماج انفيتروجن مع أبلايد بايوسيستمز، التي أصبحت الآن جزءاً من ثرموفيشر ساينتيفيك، بعد استحواذ الأخيرة على لايف تكنولوجيز عام 2004.

## روابط خارجية
- Molecular Probes Handbook